# Амонова, Алла Анатольевна
Алла Анатольевна Амонова (2 мая 1937, Одесса — 17 декабря 1994, Москва) — советская актриса.

## Биография
Родилась в Одессе.
Окончила знаменитое Щукинское училище.
Работала в Ферганском, Ногинском, Ростовском театрах.
Ушла из жизни 17 декабря 1994 года в Москве. Похоронена на Николо-Архангельском кладбище.

## Семья
- Первый муж — заслуженный артист РСФСР, оперный певец Артур Васильевич Амонов.
- Второй муж — актёр театра и кино Владимир Петченко, трагически погибший в 1980 году.
  - Сын — Анатолий Петченко, актёр театра и кино.

## Спектакли
- «Цветы живые» (1960)
- «Доходное место» (Юленька, 1962)
- «Коллеги» (Инна, 1962)
- «Сверчок» (Веслава, 1963)
- «Гоней глубокие корни» (1963)
- «Огонь на себя» (1963)
- «Перед рассветом» (Галина, 1964)

Также исполняла оперные партии в Одесском оперном театре: «Князь Игорь» (Ханка, 1959) и другие, выступала с «Росконцертом» с романсами.

## Фильмография
1. 1959 — Черноморочка — эпизод
2. 1965 — Игра без правил — Инга, надзирательница концлагеря
3. 1969 — Внимание, цунами! — эпизод